# Antoine Nicolas Duchesne
Antoine Nicolas Duchesne (ur. 7 października 1747 r. w Wersalu, zm. 18 lutego 1827 r. w Paryżu) – francuski botanik.

## Życiorys
Urodzony 7 października 1747 r. w Wersalu, syn superintendenta kompleksu królewskiego w Wersalu. Pierwszy traktat botaniczny opublikował w wieku 17 lat (1764 r.). W 1766 r. przebywał w Wielkiej Brytanii, gdzie studiował tamtejsze metody ogrodnicze. Pracował w ogrodach Wersalu i Małego Trianon. Podczas rewolucji francuskiej, został profesorem historii naturalnej w liceum w Seine-et-Oise i szkole wojskowej Prytanée de Saint-Cyr, a później pracował jako cenzor w szkole w Wersalu. Najbardziej znany z opisania truskawek powstałych ze skrzyżowania poziomki wirginijskiej i chilijskiej w pracy poświęconej truskawkom (Essai sur l’histoire naturelle des fraisiers, 1766 r.) oraz autor pracy nt. kabaczka (Essai  sur  l’histoire  naturelle  des  courges, 1786/1793 r.) i propozycji przekształcenia części ogrodów w Wersalu w ogród botaniczny, co nastąpiło w 1798 r. W 1805 r. ogród został zlikwidowany.
Zmarł 18 lutego 1827 r. w Paryżu.